# Maadi-Kultur
Die Maadi-Kultur, auch Maadi-Buto-Kultur war eine vorgeschichtliche, kupferzeitliche Kultur in Unterägypten mit starkem nahöstlichen Einfluss. Namensgebender Fundort ist die bei Maʿadi / معادي, einem Vorort von Kairo, gefundene Siedlung. 

## Geschichte und Fundstätten
Die Maadi-Kultur folgte im südlichen Nildelta ab etwa 4000 v. Chr. auf die Merimde-Kultur, ehe sie etwa 3500 v. Chr. von der Naqada-Kultur abgelöst wurde, die sich seit 3900 v. Chr. von Oberägypten ausbreitete. Bekannte Fundstätten sind im Niltal die Siedlung Maadi, die Nekropole von Wadi Digla, die Friedhöfe von Tura und Heliopolis sowie einzelne Funde in Gizeh. Im Nildelta fanden sich Überreste der Kultur in Buto, Tell el-Farcha, Kom el-Chilgan und Tell el-Iswid.

## Merkmale
Die Keramik der Maadi-Kultur zeichnet sich durch rundliche Formen mit flacher Basis, schmalem Hals und gebrannten Rändern aus. Einige Gefäße stammen von der Naqada-Kultur im Süden. Auffällig sind aber vor allem Gefäße mit Merkmalen, wie sie für Südpalästina und andere Regionen des Nahen Ostens typisch sind. Häufiger als in Oberägypten finden sich auch Beile, Spachtel und Barren aus Kupfer.
Zu den domestizierten Tieren gehörten Rinder, Schafe, Ziegen und Schweine, auch gibt es die frühesten Belege für Esel in Ägypten. Zudem wurden diverse Getreidearten angebaut.
Die Siedlungen der Maadi-Kultur bestanden aus wenigen Häusern, die wohl aus leichtem Material, wie etwa Holz oder Stroh gebaut waren. Vier Häuser in Maadi waren jedoch aus Lehmziegeln und Stein errichtet und in den Boden eingetieft. Diese Gebäude ähneln denen bronzezeitlicher Siedlungen in der Negev. Die Maadi-Kultur legte erstmals regelrechte Friedhöfe in Siedlungsnähe an. Die Verstorbenen wurden in Hockstellung und mit nur wenigen oder ohne Grabbeigaben bestattet.

## Verbindungen mit anderen Kulturen
Die gefundenen Keramikgefäße dienten wohl dem Handel mit Verbrauchsgütern mit den benachbarten Kulturen. Auch die Kupfergegenstände, insbesondere die Barren, sowie die kulturellen Gemeinsamkeiten zeugen von einem regen Handel mit den Kultur- und Wirtschaftszentren im Nahen Osten. Vergleichbarer Handel fand in Oberägypten nicht statt und scheint mit dem Untergang der Maadi-Kultur zum Erliegen gekommen zu sein. Die Ziegelgebäude werden von einigen Wissenschaftlern als Überreste einer levantinischen Kolonie gedeutet.